# Taplow állomás
Taplow állomás Taplow község vasútállomása Buckinghamshire megyében, Angliában. Az állomás a Great Western fővonalon helyezkedik el Paddingtontól 36 kilométerre, Maidenhead és Burnham állomások között. Az állomást a TfL Rail üzemelteti.

## Története

### Az eredeti állomás

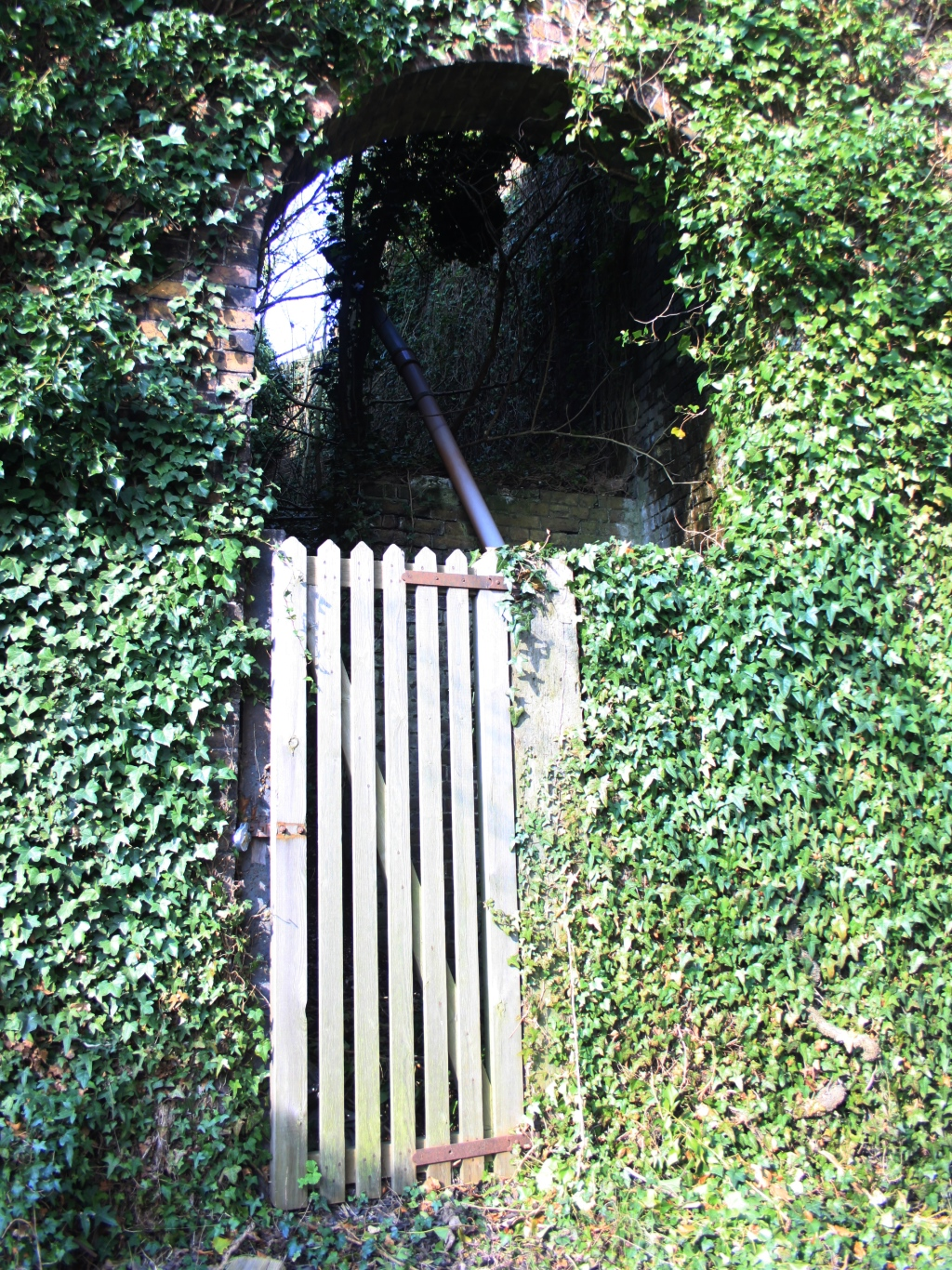
Az eredeti állomás bejárata 2016-ban

Taplow első állomását 1838. június 4-én nyitotta meg a Great Western Railway Maidenhead (egyes írásokban Maidenhead Riverside) néven. Az állomás 1939. július 1-jéig a Great Western fővonal végállomása volt, amikor átadták a maidenheadi Temze-hidat, amin keresztül továbbhaladhatott a vasút Twyfordig. Az állomást 1954 augusztusában átnevezték Maidenhead and Taplow névre.
1871. november 1-jén az állomástól másfél mérföldre nyugatra megnyitották Maidenhead új vasútállomását, majd rá közel egy évvel később, 1872. szeptember 1-jén negyed mérfölddel keletre átadták Taplow új állomását, a régit pedig bezárták.

### A jelenlegi állomás
A jelenlegi állomás 1872-es átadásával a szomszédos Burnhamhez hasonlóan Taplow vasútállomása is a település határán kívül épült meg. Az állomás nagy méretének és két pár átmenő vágányának ellenére nem bonyolított túl nagy forgalmat. Ennek egy részről az volt az oka, hogy számos jelentős Great Western Railway részvényes élt a környéken, akik rendszeresen használták a vasútállomást a Viktoriánus korban, más részről a Great Western a legmagasabb színvonalra törekedett a szolgáltatás terén.
A második világháborúban Taplow állomása jelentős szerepet játszott a tartálykocsik szállításában. Az erre a célra épült, vasszálakkal megerősített beton rakodó a ami napig látható a déli parkolóban. Az északi mellékvágányra szögesdrótot telepítettek a rakomány védésére. Ezt a mellékvágányt azóta elbontották, helyét egy autókereskedés foglalja el.
Az idő folyamán a felvételi épületek csupán kisebb mértékben változtak. Az 1950-es Highly Dangerous kémfilm több jelenetét az állomáson forgatták, valamint a Man együttes 1973-as Back into the Future albumának borítóján is feltűnik a vasútállomás. Az állomás déli parkolóját és az első vágány fogadóépületét is felhasználták a Tűzszekerek forgatása során, azonban az itt felvett jeleneteket végül nem használták fel a végleges filmben. Az állomás említést kap H. G. Wells The Secret Places of the Heart című könyvében.

### 2006-os felújítás
2006-ban elkezdték felújítani az addigra leromlott állapotú, eredeti 1884-es gyalogoshidat, amely összköltsége 250 ezer angol font volt. A felújítás kiterjedt még az állomásépületek külső megújítására és a perontetők felújítására. A munkálatokkal időben, a 2016-os evezős-világbajnokságra el is készültek, mivel a közeli Dorney-ben rendezték meg a versenyeket, ahova közvetlen transzferbuszokat indítottak az állomásról. Az állomást jelentőd forgalmat bonyolított le a 2012-es nyári olimpián, amikor az evezés és a kajak-kenu sportágaknak szintén Dorney adott otthont.

## Forgalom

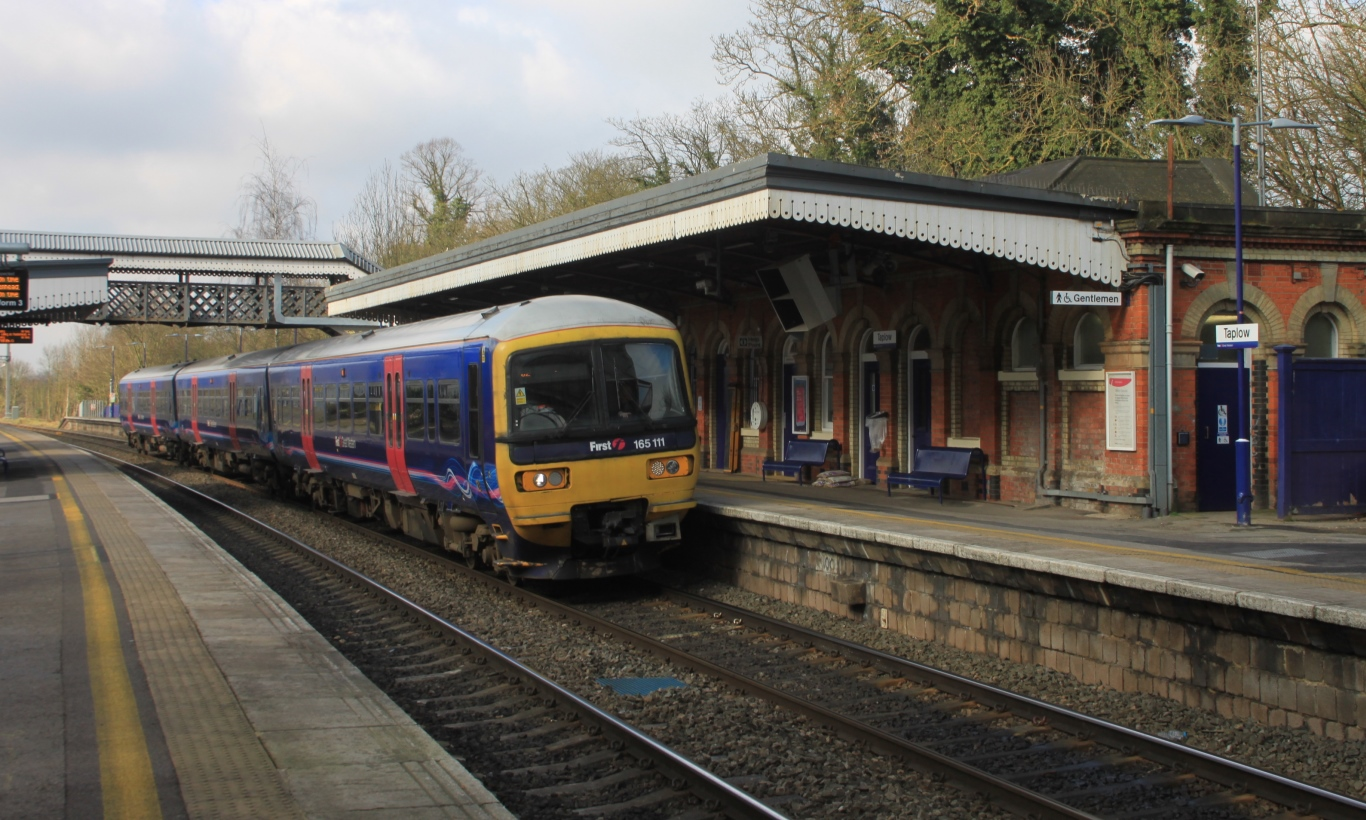
Egy British Rail 165 sorozatú motorvonat az állomáson

Az állomást érintő valamennyi vonatot a Great Western Railway üzemelteti. Taplowról hétfőtől szombatig félóránként indulnak vonatok keleti irányban Paddingtonba, nyugati irányban Readingbe, olykor Didcot Parkwaybe vagy Oxfordba. Vasárnapokon nem fogad vonatokat. A Great Western fővonal villamosítása, 2018 januárja óta az állomás vonalait főképpen 387 sorozatú villamos motorvonatok szolgálják ki.
| Előző állomás                 |                     | Crossrail                   |  | Következő állomás             |
| ----------------------------- | ------------------- | --------------------------- |  | ----------------------------- |
| Maidenhead                    |                     | TfL Rail Paddington–Reading |  | Burnham                       |
|                               | Jövőbeli fejlesztés |                             |  |                               |
| Előző állomás                 |                     | Crossrail                   |  | Következő állomás             |
| Maidenheadtovább Reading felé |                     | Crossrail Elizabeth line    |  | Burnhamtovább Abbey Wood felé |

## Jövőbeli fejlesztések

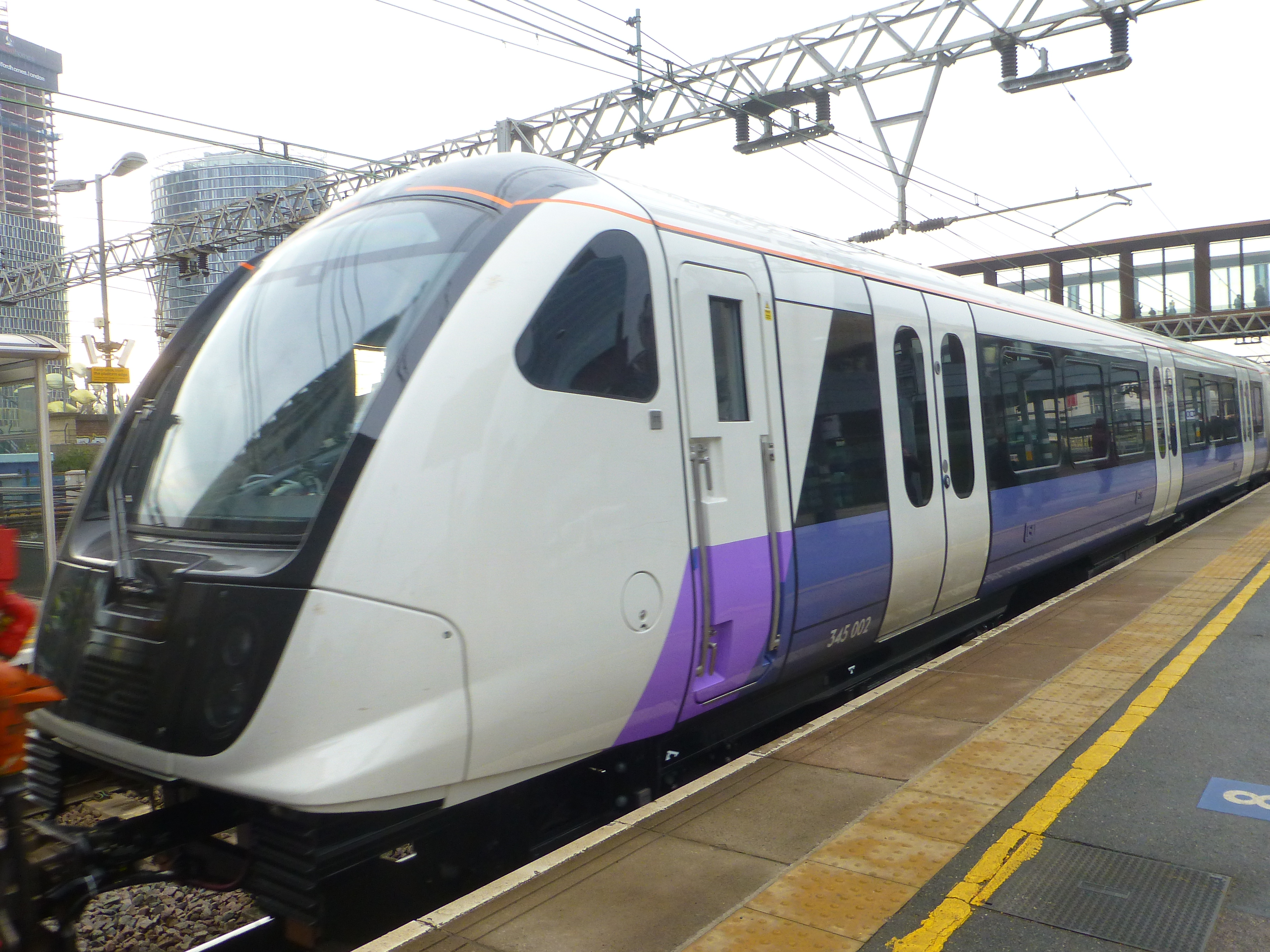
Átadás után az Elizabeth line vonatai is meg fognak állni az állomáson

A Crossrail harmadik szakaszának megnyitásával Taplowt is ki fogja szolgálni a vasútvonal. Az állomáson megálló vonatok nyugaton Readingben vagy Maidenheadben, keleten pedig Abbey Woodban fognak végállomásozni. Még mielőtt a Crossrail forgalma elindulhatott volna, az állomást liftekkel akadálymentesítették, a vasútvonalat pedig villamosították és új biztosítóberendezést telepítettek rá.
A Crossrail teljes átadása után várhatóan óránként két-két vonat indul az állomásról mindkét irányba. Az állomás peronjai nem elég hosszúak ahhoz, hogy az új, egyenként 200 méteres 345 sorozatú vonatokat teljes mértékben kiszolgálja, ezért itt csak a motorvonat hat egységén keresztül végezhetik az utascserét.

## Fordítás
- Ez a szócikk részben vagy egészben  a   Taplow railway station című angol Wikipédia-szócikk fordításán alapul.  Az eredeti cikk szerkesztőit annak laptörténete sorolja fel. Ez a jelzés csupán a megfogalmazás eredetét és a szerzői jogokat jelzi, nem szolgál a cikkben szereplő információk forrásmegjelöléseként.